# National Rugby League 1959
La New South Wales Rugby Football League de 1959 fue la 52.ª edición del torneo de rugby league más importante de Australia.

## Formato
Los clubes se enfrentaron en una fase regular de todos contra todos, los cuatro equipos mejor ubicados al terminar esta fase clasificaron a la postemporada.
Se otorgaron 2 puntos por el triunfo, 1 por el empate y ninguno por la derrota.

## Desarrollo

### Tabla de posiciones
| Pos. | Equipo                        | Encuentros | Encuentros | Encuentros | Encuentros | Tantos | Tantos | Tantos | Puntos |
| Pos. | Equipo                        | PJ         | PG         | PE         | PP         | F      | C      | Dif    | Puntos |
| ---- | ----------------------------- | ---------- | ---------- | ---------- | ---------- | ------ | ------ | ------ | ------ |
| 1    | St. George Dragons            | 18         | 17         | 1          | 0          | 550    | 190    | +360   | 35     |
| 2    | Western Suburbs Magpies       | 18         | 13         | 1          | 4          | 405    | 273    | +132   | 27     |
| 3    | Manly-Warringah Sea Eagles    | 18         | 11         | 0          | 7          | 283    | 239    | +44    | 22     |
| 4    | Newtown Jets                  | 18         | 10         | 0          | 8          | 254    | 296    | -42    | 20     |
| 5    | North Sydney Bears            | 18         | 9          | 0          | 9          | 371    | 282    | +89    | 18     |
| 6    | South Sydney Rabbitohs        | 18         | 9          | 0          | 9          | 257    | 276    | -19    | 18     |
| 7    | Balmain Tigers                | 18         | 6          | 1          | 11         | 308    | 336    | -28    | 13     |
| 8    | Eastern Suburbs               | 18         | 6          | 0          | 12         | 211    | 314    | -103   | 12     |
| 9    | Canterbury-Bankstown Bulldogs | 18         | 5          | 1          | 12         | 194    | 378    | -184   | 11     |
| 10   | Parramatta Eels               | 18         | 2          | 0          | 16         | 150    | 399    | -249   | 4      |

|  | Postemporada. |

### Postemporada

#### Semifinales
| 25 de julio | Manly-Warringah Sea Eagles | 17 - 0 | Newtown Jets |  |  |

| 1 de agosto | St. George Dragons | 35 - 25 | Western Suburbs Magpies |  |  |

#### Final preliminar
| 8 de agosto | Western Suburbs Magpies | 13 - 14 | Manly-Warringah Sea Eagles |  |  |

#### Final
| 15 de agosto | St. George Dragons | 20 - 0 | Manly-Warringah Sea Eagles | Sydney Cricket Ground, Sídney   |  |
|              |                    |        |                            | Asistencia: 49.457 espectadores |  |

| Bandera de Australia       |
| Campeón St. George Dragons |
| Sexto título               |